# Veldre Station
Veldre Station (Veldre stasjon) var en jernbanestation på Dovrebanen, der lå i Ringsaker kommune i Norge.
Stationen åbnede 15. november 1894, da banen blev forlænget fra Hamar til Tretten. Den blev nedgraderet til trinbræt 22. september 1965 og nedlagt 29. maj 1988.
Stationsbygningen blev tegnet af Paul Due og var typisk for hans mellemstationer på strækningen. Den blev revet ned i 1970.